# Adenium arabskie
Adenium arabskie, adenium opasłe (Adenium obesum (Forssk.) Roem. & Schult.), pot. róża pustyni – gatunek rośliny z rodziny toinowatych (Apocynaceae). Rośnie dziko w Afryce środkowej i północno-wschodniej oraz na Półwyspie Arabskim.

## Morfologia i biologia
Wiecznie zielony krzew o zgrubiałej łodydze (sukulent). W swojej ojczyźnie osiąga wysokość do 3 m. Uprawiany w warunkach pokojowych jest znacznie mniejszy. Liście ciemnozielone, mięsiste, o długości 7–10 cm. Dolne liście na łodydze stopniowo opadają (zwłaszcza zimą), pozostają tylko liście na wierzchołkach pędów. Ma jasnoczerwone, zebrane w grona kwiaty promieniste, trąbkowate, o długości 4–5 cm. Owoce suche, niepękające.
Sok mleczny rośliny jest silnie trujący, może też podrażnić skórę.

## Zastosowanie
W strefie klimatu umiarkowanego uprawiany jako roślina doniczkowa. Walorem ozdobnym jest efektowny pokrój i kwiaty o barwach biało-różowych, purpurowych lub fioletowych, ale istnieją też kultywary o kwiatach białych.

## Uprawa
Roślina czuje się dobrze w bezpośrednim nasłonecznieniu, zimą powinna stać w miejscu ciemnym i chłodnym. Latem może przebywać na zewnątrz w miejscu słonecznym, ale osłoniętym od wiatru. Wymaga podlewania regularnego w okresie od kwietnia do października, w okresie zimowym podlewanie należy ograniczyć. Roślina bywa atakowana przez przędziorki i wełnowce.

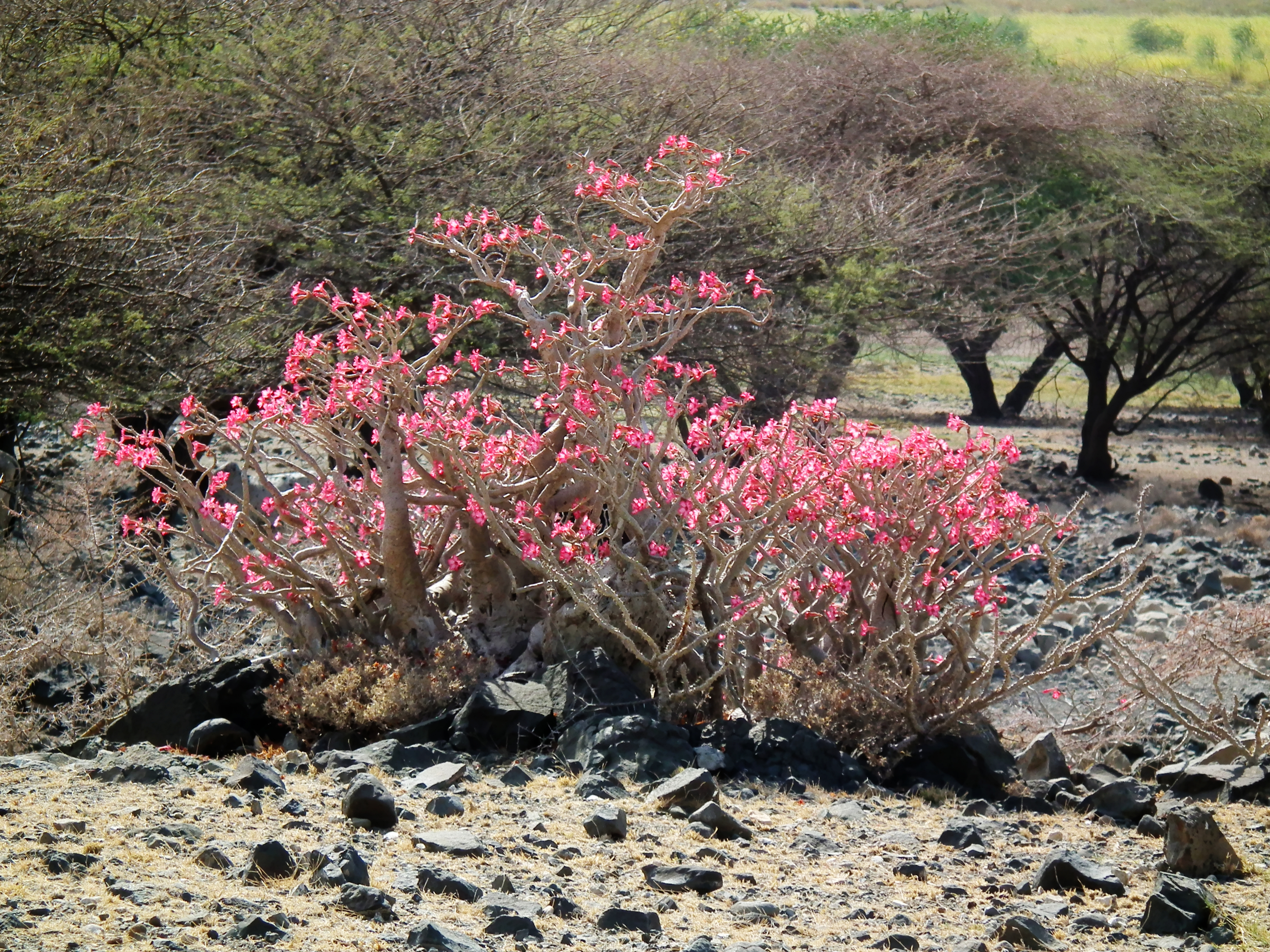
Adenium obesum w Tanzanii